# Tsangpa
Tsangpa (en tibetano: བདེ་སྲིད་གཙང་པ་, wylie: sDe Srid gTsang Pa, lit.:«escuela du Tsang») fue una dinastía que dominó el Tsang de 1565 a 1642. Su poder extendido a la región de Ü en las últimas décadas, formando el Ü-Tsang (o Tíbet Central). Fue fundada por Karma Tseten Dorje, sucesor del príncipe de la dinastía Rinpungpa y gobernador de Samdrubtse (Shigatsé del siglo XVII) en Tsang (parte occidental de Ü-Tsang, o Tíbet Central) desde 1548.

## Historia
Durante el siglo XVI, el Tíbet fue fragmentado por facciones rivales, divididas por líneas religiosas y dinásticas. La antigua dinastía Phagmodrupa perdió toda apariencia de poder después de 1564, y su rival, Rinpungpa, tampoco pudo lograr la unidad. Entre las escuelas religiosas, la escuela Karma Kagyü compitió con la Gelug, la escuela de la que provenía el dalái lama. Según la tradición, Karma Tseten obtuvo una tropa de jinetes modificando un documento distribuido por su maestro, el señor de Rinpungpa. Dirigió una rebelión en 1557 y logró suplantar a los Rinpungpa en 1565.
Los reyes de Tsang, a menudo hicieron incursiones en la región de Ü, donde hostigaban a la población. La secta de los «bonetes amarillos» (Gelua), luchó por el poder y la supremacía sobre todo el Tíbet. En cambio, el jefe Tsang dio más poder a la secta Shwa-mar  (bonetes rojos).)
En 1564, Tshe-wang Dorje, representante principal de la casa, junto con su hijo, Padma-Karpo, que mantenía el fuerte de Samdub-be (o Samdrubtse), obtuvo el norte del alto Tsang bajo su control, declarándose «Tsang-toi Gyalpo, rey del alto Tsang».
El Karma Phuntsok Namgyal fue un partidario de la iglesia Karmapa y se opuso a los bonetes amarillos, más próximos a los mongoles.
En 1611, año del ratón de agua, sometió a Gyal-Khar-tae (actual Gyantse) y Byang (extremo norte de la provincia de Tsang), tomando el control de todo el Tsang. En la actualidad se le conoce como Tsang Gyal (es decir, el rey de Tsang). Esta es la primera vez que el Karma marchó a la cabeza de un ejército victorioso, y se convirtió por la misma razón en un señor temporal y espiritual.
Durante el año del dragón de metal (1609), la jerarquía de Karma(pa) nombró a Phuntshog Namgyal, su hijo Karma Tankyong Wangpo, para liderar el ejército Tsang hacia Ü, pero viendo que los jinetes mongoles habían venido a proteger la iglesia de los bonetes amarillos, se rindieron por miedo.
Alrededor de 1630 a 1636, el desi de Tsang, Karma Tenkyong Wangpo, hijo de Karma Phuntsok Namgyal, se apoderó de Lhasa (capital de Ü).
El quinto dalái lama, Ngawang Lobsang Gyatso, llamó a la tribu Qoshot de Güshi Khan, él mismo un devoto de la escuela Gelugpa, que se había establecido en 1640 a orillas del lago Qinghai (Kokonor en mongol) y también había conquistado la cuenca de Qaidam, ambos en la actual provincia de Qinghai. En defensa de la Iglesia Amarilla, formó una liga santa a la que se adhirieron todos los demás príncipes calmucos: sus sobrinos, Ochirt Tsetsen Khan y Ablaï-Taïsha, que gobernaban en el Zauysan y en Semey, Erdeni Batur, jefe de los Choros, que gobernaba en el río Ulungur, el Irtish Negro y el Emin, en Tacheng, y Kho Orlok, jefe de los Torghut, que estaba entonces conquistando las estepas al norte del mar de Aral y el mar Caspio. Solo Gushi Khan, acompañado por su hermano, Kondeleng Ubashi, estuvo a cargo de esta guerra santa.
Sonam Chöphel, más tarde llamado Zhalngo, fue el tesorero del palacio de Ganden Phodrang y el arquitecto del poder político de los Gelug. Fue a buscar a los zúngaros de Mongolia occidental y les inspiró una estrategia militar destinada a atacar a los mongoles que habían simpatizado con el rey de Tsang, luego a los tibetanos orientales de Kham, partidarios del rey, y finalmente al propio rey.
Hacia 1642, fue derrotado en el Dzong de Shigatse (el centro urbano de la actual Prefectura de Shigatse y capital de Tsang). Tardongpa liderando las tropas mongolas de los qoshots de Gushi Khan, partidario del palacio de Ganden Phodrang (sede del dalái lama), invadió la llanura, el rey Karma Tenkyong Wangpo y las fuerzas reales se refugiaron en la fortaleza. Ngawang Lobsang Gyatso, quinto dalái lama, declaró entonces que ya no quería estar bajo el poder del rey de Tsang, sino solo bajo el de los qoshots. Las tropas mongolas salieron victoriosas del asedio a finales de 1642.
Gushi Khan colocó a Lobsang Gyatso en el poder religioso. Este a su vez se puso bajo la protección de la tribu de los qoshots, que se convirtieron entonces en maestros del conjunto el Tíbet.
Gushi Khan dio la orden de ejecutara  Karma Tenkyong con sus ministros, Dronyer Bongongongong y Gangzukpa. El antiguo gobernante fue condenado a la pena capital llamada ko-thumgyab-pa, que estaba reservada para la clase alta del Tíbet. Lo metieron en una bolsa de piel de buey y lo tiraron al río Tsangpo cerca de Neu.

## Lista de gobernantes
- Karma Tseten (1565 – 1599)
- Khunpang Lhawang Dorje (c. 1582 – 1605/1606, hijo), Karma Tseten Dorje (1565 — 1599) y Karma Thutob Namgyal (c. 1586 – 1610, hermano)
- Karma Tensung (1599 – 1611, hermano)
- Karma Phuntsok Namgyal (1611 – 1620, hijo de Karma Thutob Namgyal)
- Karma Tenkyong Wangpo (1620 – 1642, hijo)